# Miró el Vell
Miró el Vell, Miró I de Rosselló o Miró I de Conflent (? - 896) fou senyor del pagus de Conflent (870 - 896) i comte de Rosselló (878 - 896).
Era fill del comte Sunifred I de Barcelona, Urgell, Cerdanya i Besalú, i d'Ermessenda, i per tant, germà de Guifré el Pelós i de Radulf de Besalú.
Guifré va heretar, el 870, el comtat d'Urgell i el de Cerdanya del seu oncle Salomó I però va deixar el govern del pagus de Conflent al seu germà Miró. Aquest el 876 es va revoltar contra el marqués Bernat de Gòtia amb ajut de Lindoí vescomte de Narbona i Guifré d'Urgell i Cerdanya, i va envair Rosselló. Encara que condemnat pel Papa el 878, en caure Bernat va aconseguir veure reconegut el seu domini del comtat del Rosselló per part del rei Lluís II de França. Va ser protector del monestir de Sant Andreu d'Eixalada i en ser destruït per una riuada, pel monestir de Sant Miquel de Cuixà.
Miró va presidir el març de l'any 874 un plau (placitum) o assemblea a Vernet, al Conflent. Es va jutjar la condició d'una persona que el procurador del comte pretenia que era serf.
Es va casar amb Quíxol de la que només va tenir una filla, Godlana, muller del futur comte Benció, fill de Sunyer II de Rosselló. Va morir el 896 i el comtat del Rosselló, escapçat de la part interior, va passar al seu gendre Benció, mentre que la resta: Vallespir, Capcir i Fenolleda, amb el Conflent, va passar al seu germà Guifre I el Pilós, i a la mort d'aquest el 897 al seu fill Miró II el Jove.